# 허공에 진 청춘
"허공에 진 청춘"은 한국에서 제작된 정원 감독의 1968년 영화이다. 남정임 등이 주연으로 출연하였고 주동진 등이 제작에 참여하였다.

## 출연

### 주연
- 남정임
- 박노식
- 김승호
- 김희갑

## 기타
- 원작자: 이성재
- 조명: 서병수
- 미술: 홍성칠